# Fevzi Davletov
Fevzi Rizaevitch Davletov (russe : Февзи Ризаевич Давлетов) (né le 20 septembre 1972 à Tachkent, à l'époque en URSS, aujourd'hui en Ouzbékistan) est un footballeur international ouzbek, qui évolue au poste de défenseur.

## Biographie

### Carrière en sélection
Avec l'équipe d'Ouzbékistan, il joue 49 matchs (pour 3 buts inscrits) entre 1994 et 2005. 
Il figure dans le groupe des sélectionnés lors des coupes d'Asie des nations de 1996 et de 2000, où son équipe est éliminée à chaque fois au premier tour.
Il joue également 21 matchs comptant pour les tours préliminaires de la coupe du monde, lors des éditions 1998, 2002 et 2006.

## Palmarès
| Navbahor Namangan - Coupe d'Ouzbékistan (1) : - Vainqueur : 1992. |  | MHSK Tachkent - Championnat d'Ouzbékistan (1) : - Champion : 1997. |

| Dostlik Tachkent - Championnat d'Ouzbékistan (2) : - Champion : 1999 et 2000. - Coupe d'Ouzbékistan (1) : - Vainqueur : 2000. |  | Irtych Pavlodar - Championnat du Kazakhstan (2) : - Champion : 2002 et 2003. |